# Скельник великий
Скельник великий (Chaetops frenatus) — вид горобцеподібних птахів родини Chaetopidae.

## Поширення
Ендемік Південно-Африканської Республіки. Трапляється у горах Західно-Капської провінції та на околицях міста Порт-Елізабет у Східно-Капській провінції.

## Опис
Птах завдовжки 23–25 см, вагою 54-60 г. За зовнішнім виглядом схожий на дрозда з сплющеною головою, тонким і загостреним дзьобом, сильними ногами, закругленими крилами і довгим, овальним хвостом з бахромою. Верхня частина тіла забарвлена у чорний, білий і темно-сірий кольори. Груди, черево та задня частина спини рудого забарвлення. Ноги чорні. Самиці мають менш яскраве забарвлення.

## Спосіб життя
Ці птахи є типовими мешканцями фінбошу. Живуть сімейними групами. Більшу частину життя вони проводять на землі, блукаючи між скелями і високою травою в пошуках їжі. Літають дуже рідко та неохоче. Раціон складається з великих комах та інших безхребетних, а також дрібних хребетних. Зрідка може поїдати також фрукти і ягоди.
Моногамні птахи. Сезон розмноження триває з липня по квітень. Обидві статі беруть участь у будівництві гнізда, висиджуванні і вигодовуванні пташенят. Гніздо будуєтьсяна землі з сухої трави. Самиця відкладає 2-3 яйця. Інкубація триває близько трьох тижнів. Пташенята стають самостійними через тридцять днів після вилуплення.